# Бертаччини, Паолино
Паолино Бертаччино (итал. Paolino Bertaccini; 19 ноября 1997 года, Шарлеруа, Бельгия) — бельгийский футболист итальянского происхождения, играющий на позиции нападающего. Ныне выступает за австрийский клуб «Флоридсдорф».

## Клубная карьера
Паолино, футболист итальянского происхождения, родился в Бельгии, в городе Шарлеруа и с детства тренировался в академии городского клуба с одноимённым названием. Позже молодой парень сменил несколько ведущих школ Бельгии, пока не остановился на франшизе «Генка». В 2015 году он выпустился из академии и подписал свой первый профессиональный контракт. Тренировался с основой, вызывался на поединки, однако дебютировал в Лиге Жюпиле только 18 января 2016 года в поединке против «Локерена», выйдя на замену на 82-й минуте вместо Сибе Схрейверса. Всего в своём дебютном сезоне появлялся на поле дважды.

## Карьера в сборной
Бертаччини является одним из игроков юношеских сборных Бельгии. Вызывался по каждому возрасту, принимал участие в матчах квалификационного и элитного отборочных раундов к юношеским чемпионатам Европы, однако участия в финальных стадиях не принимал.

## Семья
У Паолино есть младший брат, Адриано, который играет за юношескую команду «Генка» и обучается в академии клуба.